# Eisenbahnbrücke Dukenburg
Die Eisenbahnbrücke Dukenburg (niederländisch Spoorbrug Dukenburg) ist eine zweigleisige Eisenbahnbrücke in der Gemeinde Nijmegen in der niederländischen Provinz Gelderland, die die Bahnstrecke Tilburg–Nijmegen über den Maas-Waal-Kanal führt.

## Beschreibung

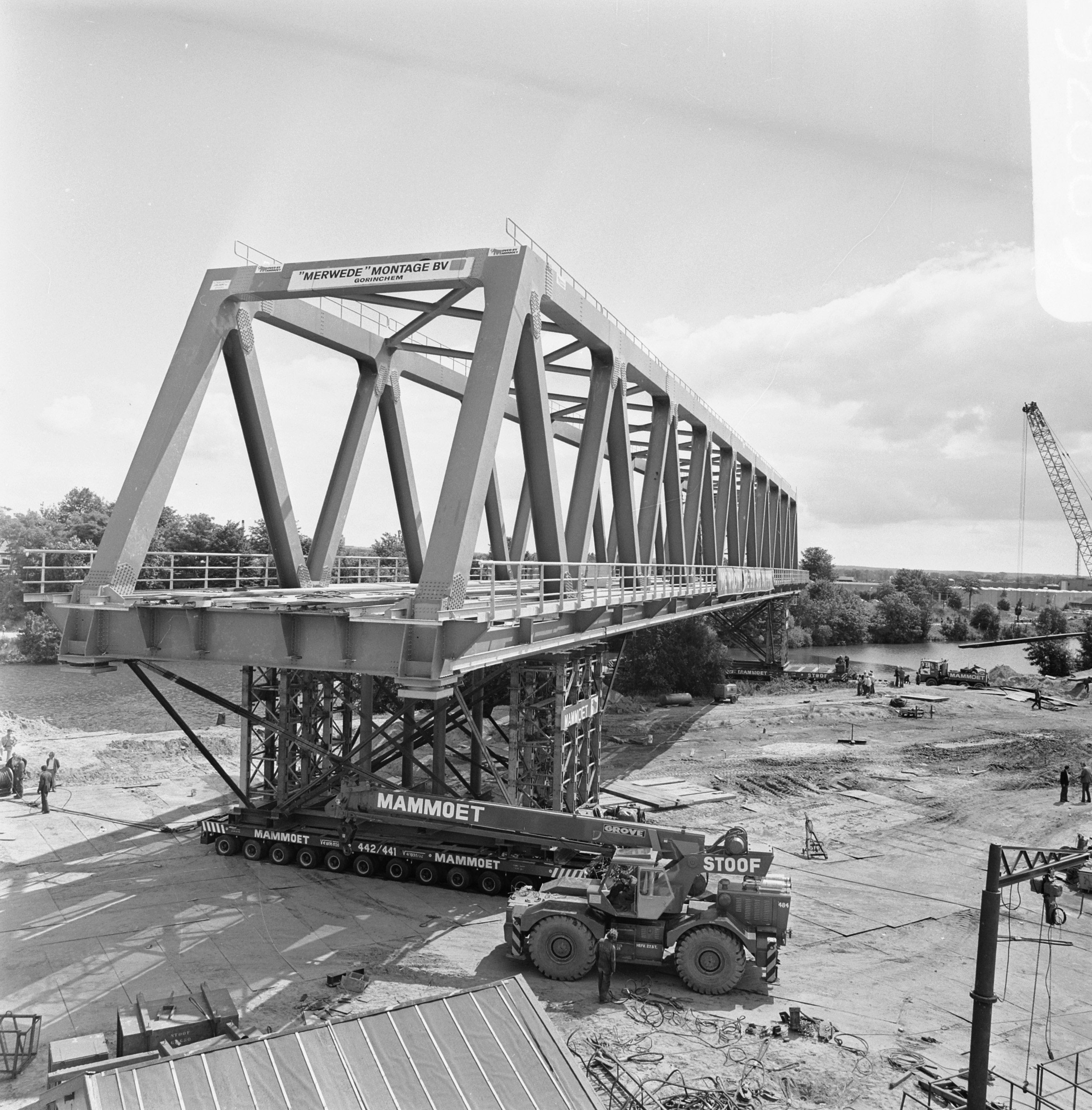
Bauarbeiten, 31. Juli 1977

Die insgesamt 140 Meter lange Brücke besitzt einen zentralen 110-Meter-Einfeldträger aus Stahl, der als parallelgurtiges Strebenfachwerk ausgeführt ist. An diesen schließen sich je eine Balkenbrücke zum jeweiligen Widerlager an.
Der Bau der neuen Brücke war durch die Verbreiterung des Maas-Waal-Kanals notwendig geworden. Die Arbeiten begannen 1976 und der 1100-Tonnen-Fachwerkträger konnte im Juli 1977 platziert werden; die Fertigstellung der Brücke erfolgte im Oktober des gleichen Jahres.
Nördlich in unmittelbarer Nachbarschaft führt die Straßenbrücke Graafsebrug den Provinciale weg 326 über den Kanal.